# Осада Бастони
Осада Бастони — бои за обладание бельгийским городом Бастонь и его окрестностей в заключительный период Второй мировой войны в Европе зимой 1944—1945 гг.

## Ситуация на фронте

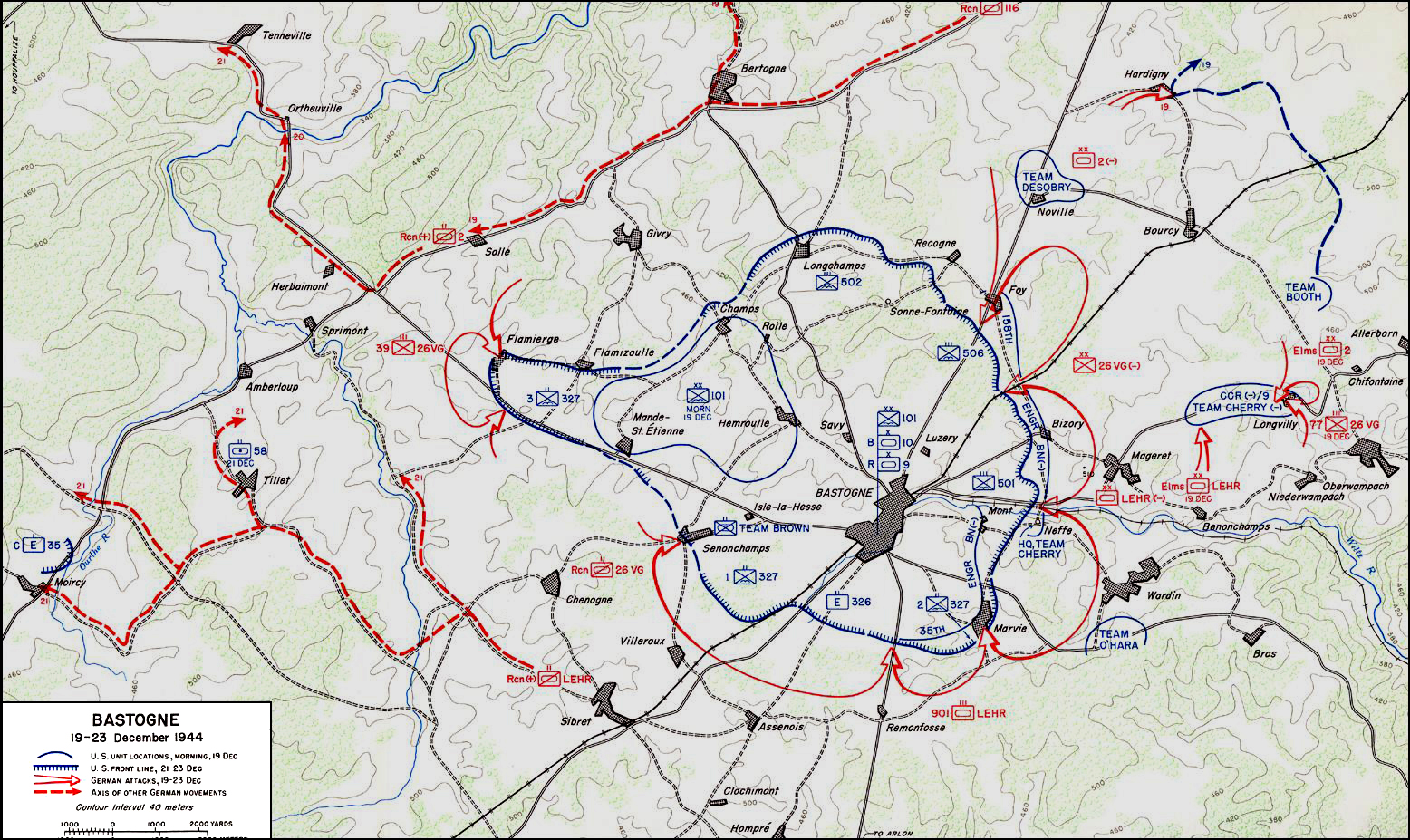
Карта района Бастонского сражения и Арденнского наступления в целом. Ситуация на фронте на 19-23 декабря 1944.

В ночь на 17 декабря 1944 года началось Арденнское наступление.
Для успешного наступления, с захватом гавани Антверпена, окружением и разгромом армий союзников, механизированным частям немцев нужно было наступать очень быстро, для чего, в свою очередь, они должны были наступать по дорогам. Все семь главных дорог в Арденнах сходились у маленького города Бастонь, поэтому контроль над ним был жизненно важен для обеих сторон. Удерживаемая союзниками Бастонь уменьшала скорость немецкого наступления; если бы город захватили немцы, то это повысило бы скорость наступления немецких колонн и улучшило бы их снабжение, которое затруднялось плохой погодой. Сражение продолжалось с 19 декабря 1944 до января 1945 (основная фаза — до 25 декабря).

## Стратегия союзнических сил
Когда командование союзников выяснило, что германская армия наступает через Арденны на Бельгию, оно начало массово перемещать войска, чтобы усилить ключевые точки фронта. Частью этих перемещений стало развёртывание в Бастони 101-й воздушно-десантной дивизии, боевой группы «Б» 10-й бронетанковой дивизии и 463-го дивизиона полевой артиллерии.
Скоро силы союзников были окружены частями немецкой пятой танковой армии; защитники Бастони уступали немцам в численности и страдали от недостатка зимнего обмундирования. Из-за самой плохой за последние годы зимней погоды окружённых невозможно было ни обеспечить тактической авиаподдержкой, ни наладить снабжение по воздуху; им приходилось рассчитывать только на себя. Однако немцы атаковали различные участки периметра обороны один за другим, нарушая один из принципов военной стратегии — массированное применение войск в одном месте. Это играло на руку американцам, поскольку они могли подтягивать войска с других участков, и уменьшало количественное преимущество немцев. Контролируемая союзниками Бастонь была большой помехой танковому наступлению немцев.
Артиллерия 463-го дивизиона состояла из 105-мм гаубиц M2A1 и 155-мм M40[уточнить]. Они активно действовали в первые дни осады, стреляя по всему кольцу осады при попытках немцев прорвать оборону. К 23 декабря 1944 г. они почти полностью истратили боезапас. Оставшиеся снаряды были оставлены на случай танковой атаки немцев. Дивизион не продолжал обстрел немецких позиций до первого сброса боеприпасов с транспортных самолётов, который, к счастью для самих союзников, произошёл в тот же день.
23 декабря погода улучшилась, самолёты союзников продолжили полёты, поддерживая с воздуха силы союзников, оборонявшие Бастонь, и доставляя им самое нужное: еду и боеприпасы. Одной из частей третьей армии Паттона, 37-му танковому полку, удалось прорвать блокаду на следующий день после Рождества.

### Моральное состояние войск
Самая знаменитая фраза этой битвы принадлежит командиру 101-й дивизии, бригадному генералу Энтони Маколиффу. Когда ему сообщили о немецком ультиматуме относительно капитуляции, он поначалу решил, что немцы собираются сдаться в плен ему. Получив разъяснения, что немцы требовали сдаться американцам, он рассмеялся и ответил: «Мы — сдаться? Черта с два!» (англ. Us surrender? Aw, nuts!).

Карта, показывающая передвижения войск во время наступления в Арденнах. Бастонь находится примерно посередине
Разведгруппа 101-й воздушной-десантной дивизии США, десантированные на парашютах, устанавливают рацию для сеанса связи. Бастонь, 1944.

## «Братья по оружию»
Легендарная рота E («Братья по оружию») из 506-го парашютного полка 101-й воздушно-десантной дивизии США также принимала участие в Бастонском сражении. После сражения газеты называли их «побитыми бастонскими ублюдками». Стивен Эмброуз написал о батальоне книгу «Братья по оружию»; впоследствии на основе двух её эпизодов («Бастонь» и «Точка перелома»), рассказывающих о Бастонском сражении, американская телекомпания HBO сняла несколько минисерий под тем же общим названием.
И всё же 101-я воздушно-десантная была недовольна. Когда сегодня рассказывают историю наступления в Арденнах, то выходит, что Джордж Паттон и его 3-я армия пришли спасать окружённую 101-ю, как кавалерия приходит спасать поселенцев в их круге из телег. Ни один человек из 101-й никогда не соглашался, что дивизия нуждалась в спасении!

## Память
- В 1946 году почта Бельгии выпустила серию из двух марок в честь десантников 101-й дивизии армии США, штурмовавших Бастонь;
- Шведская метал-группа Sabaton посвятила Бастонской битве песню Screaming Eagles;
- Событиям в Бастони посвящены фильм Уильяма Уэллмана «Поле битвы» и шестой эпизод сериала «Братья по оружию»;
- В компьютерной игре Call of Duty: Black Ops III битва при Бастони является одним из сюжетных уровней. По сценарию Корвус, главный антагонист игры, проникает в сознание Сары Холл и перестраивает его в кошмарный сон, взяв за основу её мысли об этом сражении. Игрок, оказавшись в её воспоминании об этой битве, борется с проекциями солдат Вермахта;
- В игре War Thunder есть миссия «Бастонь», посвященная защите Бастони;
- В игре Call of Duty: United Offensive также показывается битва при Бастони;
- В игре В тылу врага 2 есть миссия «Бастонь», посвященная защите Бастони.
- В игре Hell Let Loose есть карта сражения «Фой». Она отображает битву при Бастони.